# Burton (Ohio)
Burton é uma vila localizada no estado norte-americano de Ohio, no Condado de Geauga.

## Demografia
Segundo o censo norte-americano de 2000, a sua população era de 1450 habitantes. 
Em 2006, foi estimada uma população de 1446, um decréscimo de 4 (-0.3%).

## Geografia
De acordo com o United States Census Bureau tem uma área de 
2,9 km², dos quais 2,9 km² cobertos por terra e 0,0 km² cobertos por água. Burton localiza-se a aproximadamente 338 m acima do nível do mar.

## Localidades na vizinhança
O diagrama seguinte representa as localidades num raio de 20 km ao redor de Burton. 